# Museo BELvue
El Museo BELvue es un museo situado en Bruselas, Bélgica. Está gestionado por la Fundación Rey Balduino y fue completamente renovado en 2016.
El museo tiene una galería con más de 200 artículos relacionados con el pasado y el presente de Bélgica. Estos objetos se enumeran en orden cronológico desde el siglo XIX hasta el presente.
El museo está ubicado en el antiguo Hôtel Bellevue del siglo XVIII donde, entre otros, hay objetos de Sarah Bernhardt, Honoré de Balzac, Adolphe Thiers, Franz Liszt, Ulysses S. Grant, el rey Eduardo VII de Inglaterra, el rey Victor Emmanuel III. de Italia, el káiser Guillermo I de Alemania y la emperatriz Eugenia de Montijo.

## Galería de imágenes

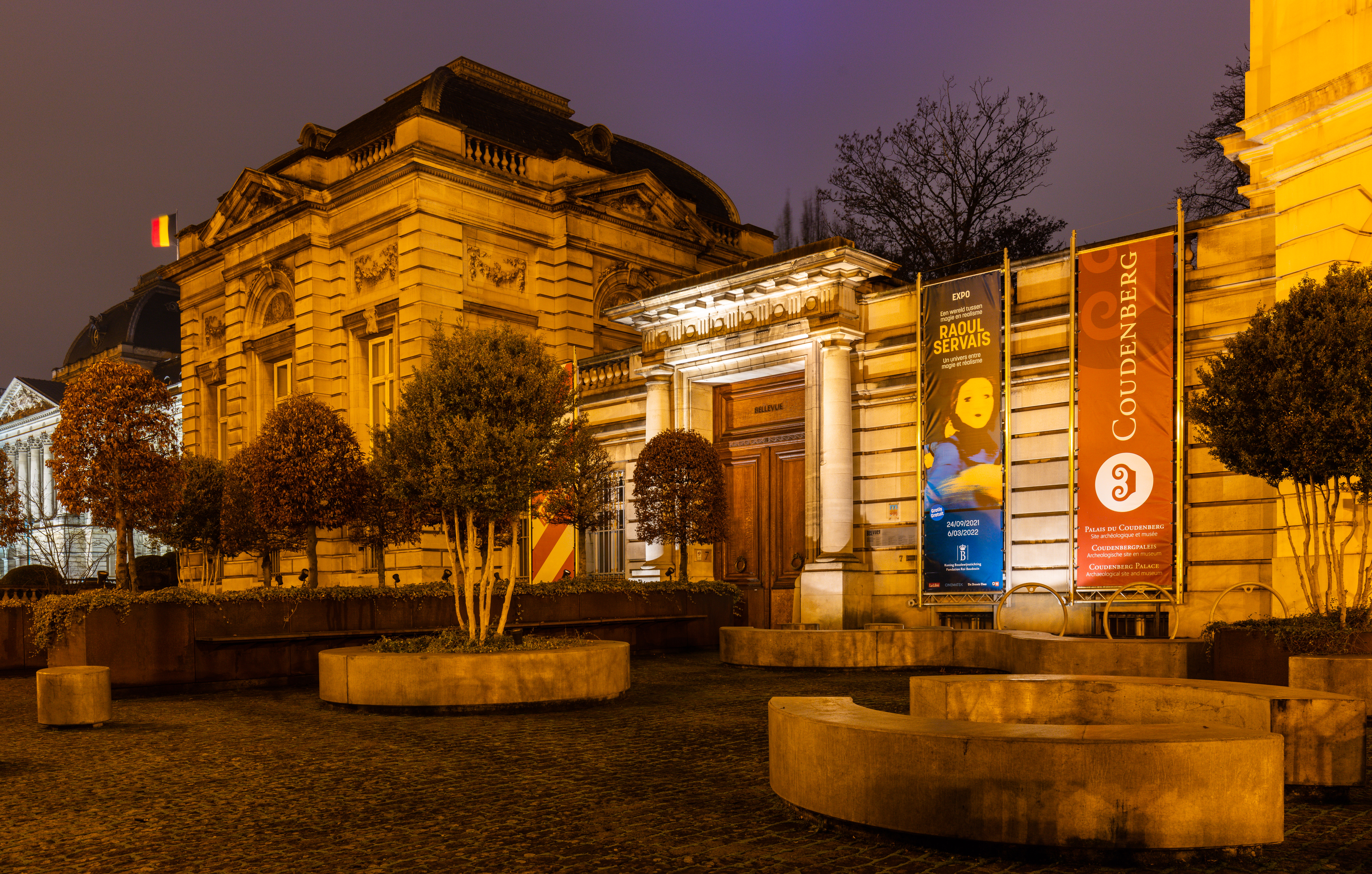
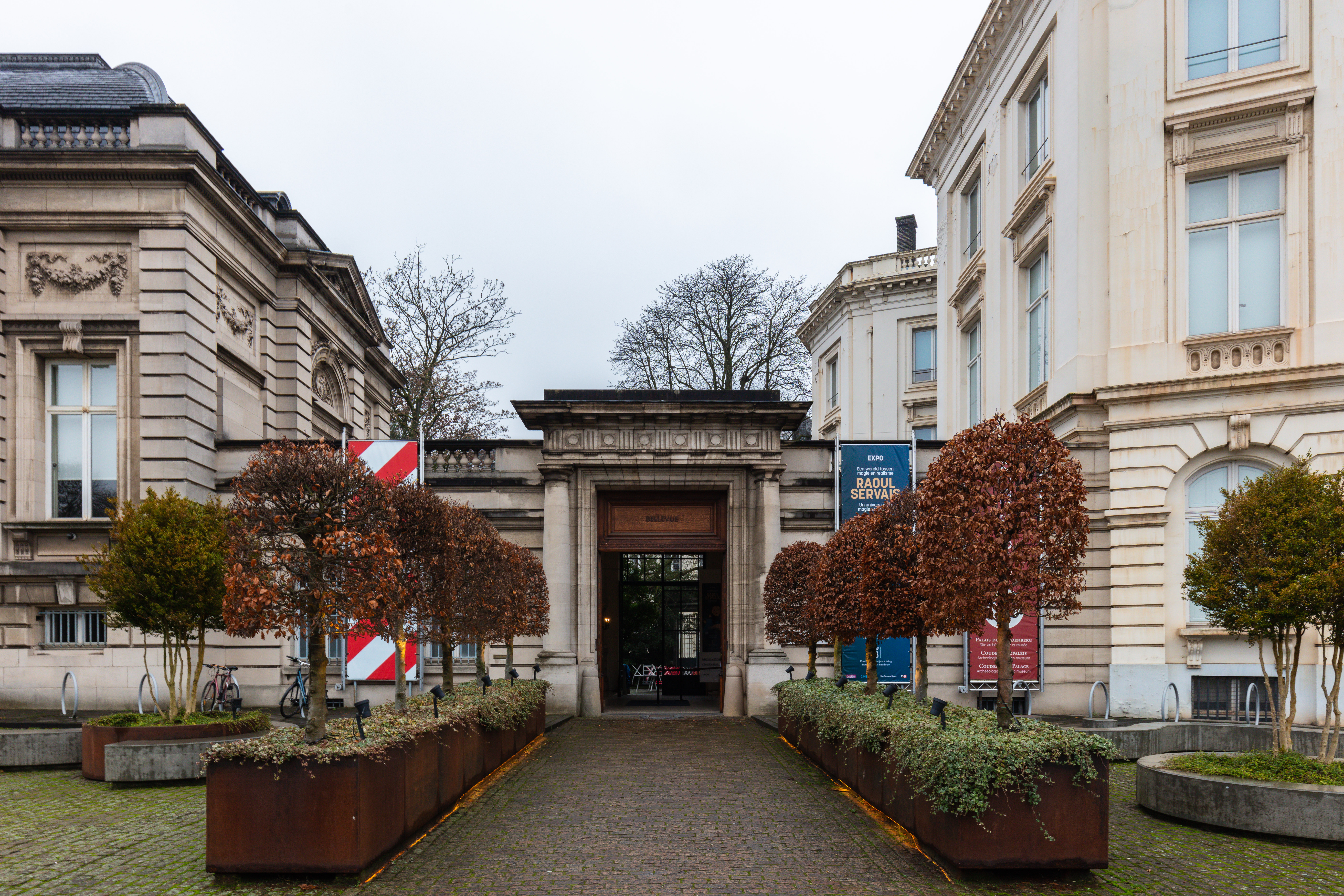
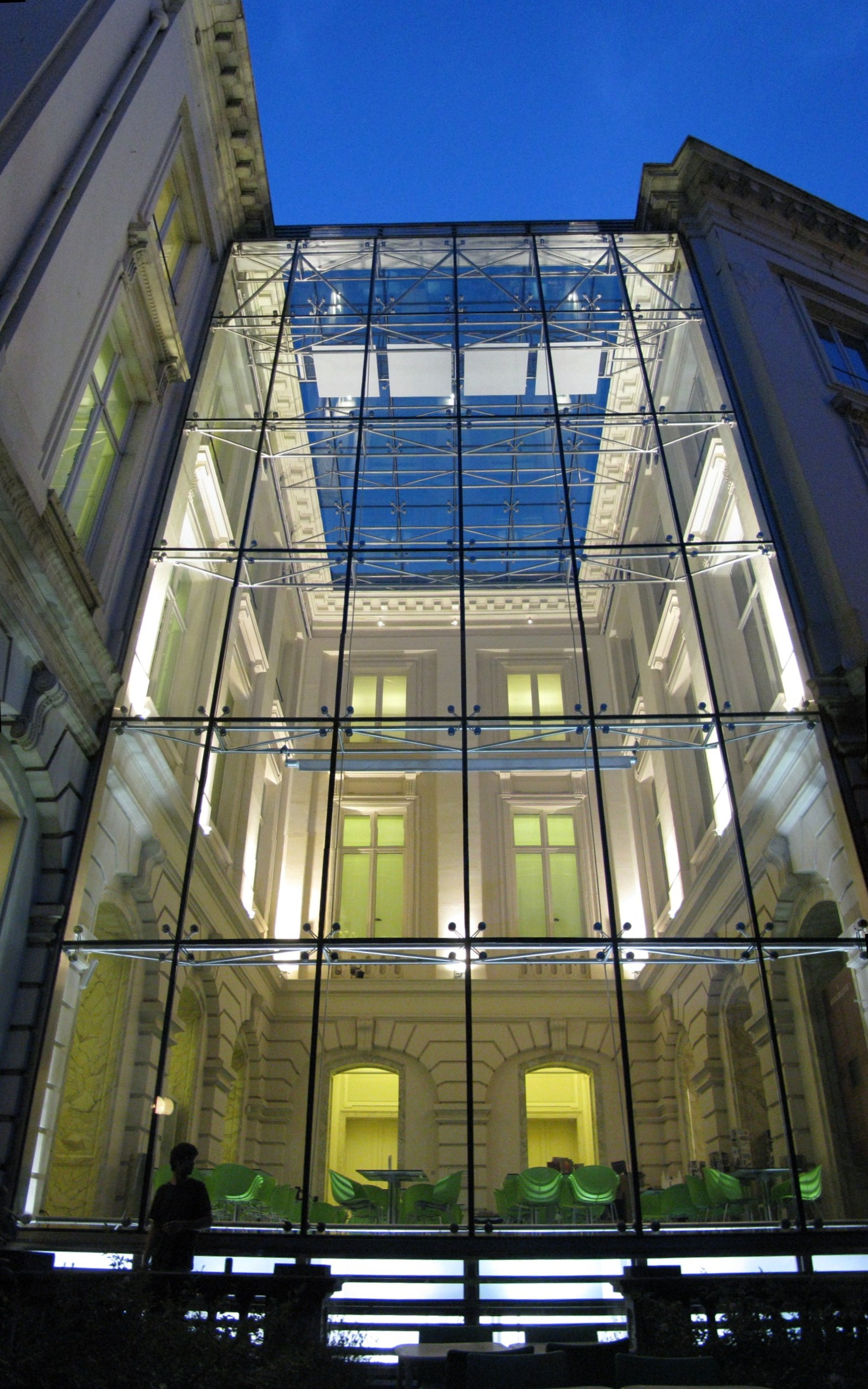
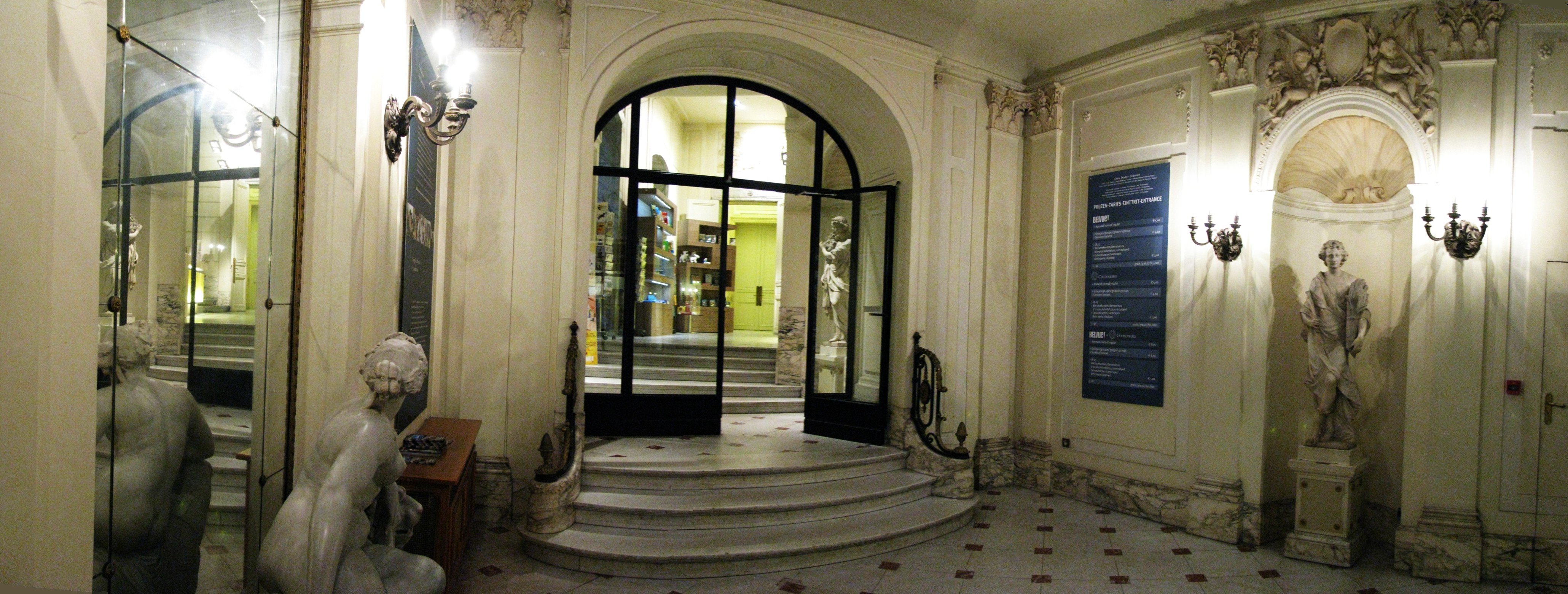
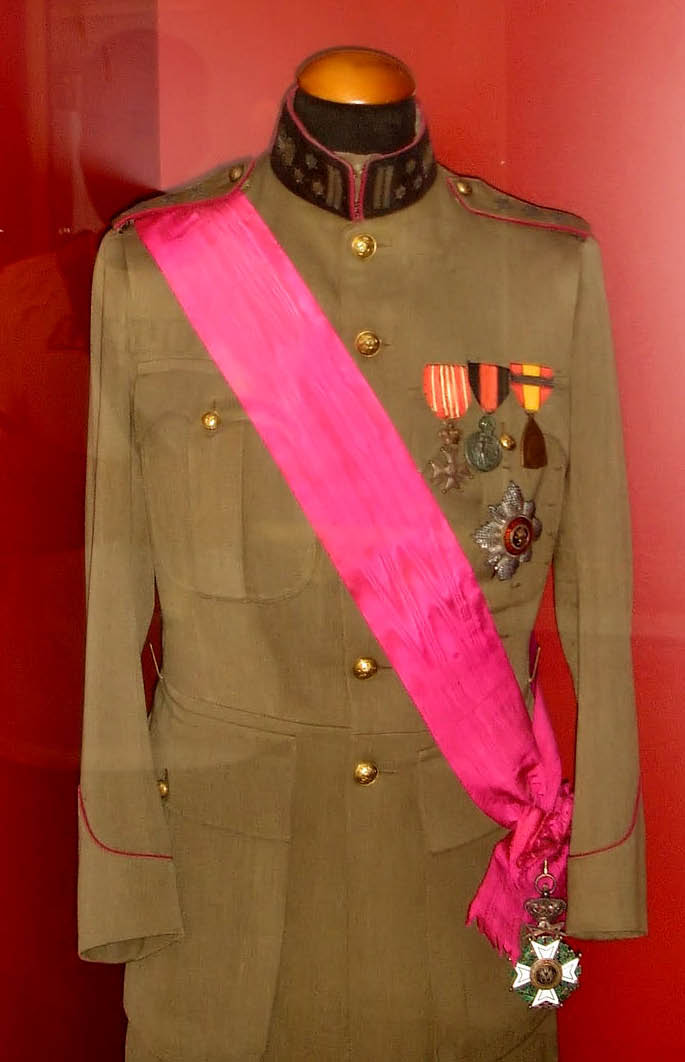